# Bildtafel der Verkehrszeichen in Bangladesch
Die Bildtafel der Verkehrszeichen in Bangladesch zeigt eine Auswahl wichtiger Verkehrszeichen in Bangladesch.

## Vorschriftszeichen

Halt, Vorfahrt gewähren
Vorfahrt gewähren
Einfahrt verboten
Verbot für Kraftwagen
Verbot für Nutzfahrzeuge
Verbot für Handwägen
Verbot für Gespannfuhrwerke
Verbot für Fußgänger
Verbot für Rikscha
Verbot für Radverkehr
Verbot für landwirtschaftliche Fahrzeuge
Keine Fahrzeuge mit Sprengstoff
Verbot für Fahrzeuge über angegebene tatsächliche Länge
Verbot für Fahrzeuge über angegebene tatsächliche Höhe
Verbot für Fahrzeuge über angegebene tatsächliche Breite
Verbot für Fahrzeuge über angegebene tatsächliche Masse
Verbot für Fahrzeuge über angegebene tatsächliche Achslast
Parkverbot
Halteverbot
Überholverbot
Zollkontrolle
Rechtsabbiegen verboten
Linksabbiegen verboten
Wendeverbot
Hupverbot
Höchstgeschwindigkeit (hier 40 km/h)
Ende der Höchstgeschwindigkeit (hier 40 km/h)
Ende sämtlicher streckenbezogener Geschwindigkeits-beschränkungen und Überholverbote
Vorgeschriebene Fahrtrichtung – geradeaus
Vorgeschriebene Fahrtrichtung – hier links
Vorgeschriebene Fahrtrichtung – hier rechts
Vorgeschriebene Fahrtrichtung – links vorbei
Vorgeschriebene Fahrtrichtung – rechts vorbei
Vorgeschriebene Fahrtrichtung – links
Vorgeschriebene Fahrtrichtung – rechts
Kreisverkehr
Vorgeschriebene Fahrtrichtung – links und rechts vorbei
Einbahnstraße
Einbahnstraße
Einbahnstraße
Rikscha-Weg
Radweg

## Warnzeichen

Kreuzung mit Straße ohne Vorrang
Kleine Straße voraus
Einmündung einer Straße ohne Vorrang (links)
Einmündung einer Straße ohne Vorrang (rechts)
Vorfahrt (Versetzte Kreuzung – links/rechts)
Vorfahrt (Versetzte Kreuzung – rechts/links)
T-Kreuzung
Y-Kreuzung
Einfädeln (links)
Einfädeln (rechts)
Kreisverkehr
Linkskurve
Rechtskurve
180°-Kurve (links)
180°-Kurve (rechts)
Doppelkurve (zunächst links)
Doppelkurve (zunächst rechts)
Verengte Fahrbahn
Einseitig (links) verengte Fahrbahn
Einseitig (rechts) verengte Fahrbahn
Die zweispurige Straße endet
Lichtzeichenanlage
Gefälle
Steigung
Höhenbegrenzung
Gegenverkehr
Gegenverkehr kreuzt
Fußgängerüberweg
Fußgänger
Kinder
Tiere
Wild
Ufer
Unebene Fahrbahn
Schleudergefahr
Bremsschwelle
Flugbetrieb
Steinschlag (links)
Steinschlag (rechts)
Gefährlicher Sturz
Schmale Brücke
Andere Gefahren
Kontrollpunkt
Baustelle
Splitt
Rikscha
Seitlicher Absatz
Fähre
Blinde
Unbeschrankter Bahnübergang
Beschrankter Bahnübergang
Andreaskreuz
Andreaskreuz doppelt

## Hinweisschilder

Sackgasse
Fußgängerüberweg
Parken
Spital
Geh- und Radweg ohne Benutzungspflicht
Radweg ohne Benutzungspflicht
Bushaltestelle

## Zusätzliche Zeichen

Entfernung
Abschnittslänge
Schule
Bus frei
Halt, Vorfahrt gewähren
Vorfahrt gewähren
Straße geschlossen
Unfall
Höchstgeschwindigkeit
Einbahnstraße
Parkverbot
Einfahrt verboten
Ende
Behinderungen